# ドン・マローニ (作家)
ドン・マロ－ニ（英語: Donald J. Maloney、1928年 - 2007年9月3日）は1970年代のアメリカ人実業家、コラムニスト、政治家。アメリカ合衆国ニューヨーク州ヨンカーズ出身。
実業家としては日本の東京都でキャリアの大半を築き、コラムニストとしてはユーモアに富んだ切り口で知られ、日本国内に留まらず人気を呼んだ。

## 来歴
1948年にシラキュース大学ジャーナリズムスクールを卒業した。

### 日本赴任時代
1970年、マロ－ニは当時オハイオ州クリーブランドに所在していたハリスコーポレーションが日本市場への参入を試みるため、日本の東京都に国外赴任した。このとき、マロ－ニはハリスと日本の丸紅間で50対50の利益率となる合弁事業を交渉を結び、丸紅ハリス印刷機器会社の最高経営責任者（CEO）および最高執行責任者（COO）を務めた。
日本での起業のきっかけは日本車がアメリカ車を席巻した出来事によってインスピレーションを得たため、とマロ－ニは2003年の市長演説で語っている。マロ－ニは日本在住中に在日米国商工会議所、日米協会、インターナショナルハウス、そして日本外国特派員協会の会員を務めた。
また、マロ－ニは、日本国内英語話者向けの日刊英字新聞であるジャパンタイムズで毎週日曜日の新聞コラム「ネバー・トゥ・トウェイン」を執筆し、人気となった。1975年にはこのコラムは『JAPAN:It’s Not All Raw Fish』としてペーパーバックにまとめられた。そして、マロ－ニのコラムはノースカロライナ州立大学で教材としても用いられていた。
コラムの内容はマロ－ニの4人の子供たちや日本での隣人、親交のあった会社経営者や同僚、警察官それぞれのエピソードや、社説、会社経営のための手腕を説いた。なお、当時マロ－ニ一家は日本のプロ野球球団である読売ジャイアンツのマネージャーおよび現役引退した長嶋茂雄宅の隣に住んでおり、マローニはこれらの隣人たちのエピソードをコラムの題材として利用していた。

### アメリカ帰国後
1995年よりアメリカに帰国し、フロリダ州ホームズビーチの市長として5年間の任期を務めた。2005年に再選権を失った後、マローニは再びユーモアに富んだコラムを書き、それは地元の新聞に月2回のコラムとして掲載された。
2007年9月3日、マローニは58年連れ添っと妻サラ、4人の子と12人の孫を残し、癌により79歳で没した。

## マローニのユーモア
| ｢すべての外国人は学校を中退して、毎月日本の授業に費やしていたすべてのお金を「言語問題基金に対するマローニの最終解決策」にお金を送ってください。基金はそのお金を使って日本人に英語を教えます。そして、あなたには自由時間があるので、あなたは英語教師として基金に自分自身を雇ってもらうことができます。｣ |
| —Don Maloney 脇山怜訳 (1983年12月). 外人はつらいよ. 角川文庫. ISBN 4-04-328001-7 |